# یوهان نیگورسول
یوهان نیگورسول (انگلیسی: Johan Nygaardsvold؛ زاده ۶ سپتامبر ۱۸۷۹ – درگذشته ۱۳ مارس ۱۹۵۲) یک سیاست‌مدار اهل نروژ بود.